# ジシアノアセチレン
ジシアノアセチレン(Dicyanoacetylene)は、炭素と窒素から構成される化学式C4N2の分子である。N≡C-C≡C-C≡Nの直線構造を持ち、三重結合と単結合が交互に現れる。2つの水素がシアン化物に置換されたアセチレンと見ることもできる。
室温では、透明な液体である。合成反応がエネルギー的に大きい吸熱反応であるため、爆発的に分解して炭素と窒素に戻る。また酸素中では明るく青白く光り、全ての化学物質の中で最も高い5260 Kの炎を上げる。

## 合成
ジシアノアセチレンは、2673 Kから3000 Kに熱したグラファイトに窒素ガスを通過させることによって合成される。

## 有機合成
シアニド基が強い電子求引性基であるため、ジシアノアセチレンは強いジエノフィル（求ジエン体）であり、ディールス・アルダー反応の良い試薬となる。芳香族化合物のデュレンにさえ付加し、置換ビシクロオクタトリエンを形成する。このような芳香族化合物に反応を起こせるのは、最も反応性の高いジエノフィルのみである。

## 宇宙
固体のジシアノアセチレンは、赤外分光法を用いてタイタンの大気から検出されている。タイタンの季節の変化に合わせ、この物質は、凝縮したり蒸発したりし、タイタンの気象学について研究することを可能にしている。
対称形であり、そのため回転スペクトルがないため、2006年時点で、星間物質として検出する方法はない。しかし、シアノアセチレン等の似た構造の非対称化合物は観測されており、ジシアノアセチレンも宇宙空間に存在する可能性が高いと考えられている。